# ريتشارد أ. أندرسون
ريتشارد أ. أندرسون (بالإنجليزية: Richard A. Anderson)‏ هو عسكري أمريكي، ولد في 16 أبريل 1948 في واشنطن العاصمة في الولايات المتحدة، وتوفي في 24 أغسطس 1969 في محافظة كوانغ تشي في فيتنام.